# Sauve-toi, Lola
Pour plus de détails, voir Fiche technique et Distribution.
Sauve-toi, Lola est un film franco-canadien réalisé par Michel Drach et sorti en 1986.

## Synopsis
Lola Friedlander est une avocate connue. Sa vie se partage entre son activité professionnelle, sa famille juive envahissante, son fils Bolivar et Ferdinand, son amant journaliste. Celui-ci n'est pas content : sans excuses ni explication, Lola n'est pas venue à leur dernier rendez-vous. La vérité, c'est que Lola a un cancer. Face à la maladie, désormais plus rien ni personne ne compte qu'elle-même.

## Fiche technique
- Titre : Sauve-toi, Lola
- Réalisation : Michel Drach
- Scénario  : Michel Drach et Jacques Kirsner, d'après l'œuvre d'Ania Francos[1]
- Photographie : Robert Alazraki
- Musique : Lewis Furey
- Son : Alain Sempé, Claude Hazanavicius
- Montage : Henri Lanoë
- Décors : Nicole Rachline
- Pays de production :  France |  Canada
- Genre : drame
- Durée : 105 minutes
- Date de sortie : 3 septembre 1986

## Distribution
- Carole Laure : Lola Friedlander
- Sami Frey : Tobman
- Jeanne Moreau : Marie-Aude Schneider
- Dominique Labourier : Cathy Duparc
- Robert Charlebois : Ferdinand
- Jacques François : Charles Schneider
- Guy Bedos : Tsoukolsvy, le psychanalyste
- Béatrice Avoine : Noémie
- Julien Drach : Bolivar
- Marilyn Even : Maryvonne
- Sébastien Floche : l'huissier
- Jean-Yves Gautier : Bertrand Benoît, dit "BB"
- Halima : Aïcha
- Philippe Khorsand : Rafael Zappa alias Maurice
- Isabelle Pasco : Marielle
- Dominique Pinon : Jean-Pierre
- Alain Sachs : l'avocat
- Christine Laurent
- Gilette Barbier
- France Zobda
- Yoland Guérard
- Colette Duval
- Isabelle Mergault
- Michèle Guigon
- Jean-Pierre Leclerc
- Noëlle Leiris
- Gérard Martin
- Daniel Znyk